# Джоел Спольськи
Аврам Джоел Спольськи (нар. 1965) — програміст та письменник. Він є автором Joel on Software (укр. Джоел про програмування) — блогу про розробку ПЗ. Він був менеджером програми в команді Microsoft Excel між 1991 та 1994. Пізніше він заснував компанію Fog Creek Software і запустив свій блог Joel on Software. У 2008 він у співпраці з Джефом Атвудом запустив тепер успішний проєкт Stack Overflow. Програмне забезпечення, на якому працює Stack Overflow (Stack Exchange), зараз підтримує роботу більш ніж 60 сайтів запитань та відповідей. Також є автором канбан-програми для дрібних компаній для планування виробництва — Trello.

## Біографія
Спольски виростав в Альбукерке, Нью-Мексико аж поки йому не виповнилось 15. Тоді він з сім'єю переїхав до Єрусалиму, в Ізраїль, де він відвідував університет і відслужив десантником.

## Публікації
- User Interface Design for Programmers, Apress, 2001. ISBN 1-893115-94-1
- Joel on Software: And on Diverse and Occasionally Related Matters That Will Prove of Interest to Software Developers, Designers, and Managers, and to Those Who, Whether by Good Fortune or Ill Luck, Work with Them in Some Capacity, Apress, 2004. ISBN 1-59059-389-8
- The Best Software Writing I: Selected and Introduced by Joel Spolsky, Apress, 2005. ISBN 1-59059-500-9
- Smart and Gets Things Done: Joel Spolsky's Concise Guide to Finding the Best Technical Talent, Apress, 2007. ISBN 1-59059-838-5
- More Joel on Software: Further Thoughts on Diverse and Occasionally Related Matters That Will Prove of Interest to Software Developers, Designers, and to Those Who, Whether by Good Fortune or Ill Luck, Work with Them in Some Capacity, Apress, 2008. ISBN 1430209879

## Зноски
1. ↑  SNAC — 2010.
2. ↑  Korean Authority File
3. ↑  Identifiants et Référentiels — ABES, 2011.
4. 1 2  Spolsky, Joel (30 жовтня 2005). About Joel Spolsky. Joel On Software. Архів оригіналу за 20 лютого 2012. Процитовано 2 лютого 2007.